# Хаммер, Вальтер
Вальтер Роберт Хаммер (нем. Walter Robert Hammer; 30 июня 1907, Хаген, Германская империя — 21 февраля 2003, Мюнхен, Германия) — оберштурмбаннфюрер СС, командир айнзацкоманды 2, входившей в айнзацгруппу IV в Польше, командир полиции безопасности и СД в Варшаве, сотрудник Главного управления имперской безопасности.

## Биография
Вальтер Хаммер родился 30 июня 1907 года в семье судьи. Изучал право в университете Фрайбурга. После получения докторской степени поступил на работу в суд Хагена. 1 мая 1933 года вступил в НСДАП (билет № 3196199) и Штурмовые отряды (СА). 11 марта 1937 года был зачислен в ряды СС (№ 250155). В июле 1935 года поступил на службу в гестапо. С 9 ноября 1936 по 1938 год  служил в отделении гестапо в Эрфурте. Впоследствии до августа 1939 года возглавлял гестапо в Шнайдемюле.
Во время польской кампании стал руководителем айнзацкоманды 2 в составе айнзацгруппы IV . 12 сентября 1939 года по приказу Лотара Бойтеля айнзацгруппа проводила «меры возмездия» по так называемому Бромбергскому кровавому воскресенью. По свидетельству Хаммера в прокуратуре земельного суда Берлина 20 июля 1965 года, в этом «террористическом акте» было расстреляно по меньшей мере 80 поляков. Однако прокуратура также отметила, что Хаммер заявлял о том, что расстрел длился целый день. Отсюда следует, что число жертв было намного больше.
После расформирования айнзацгрупп полиции безопасности осенью 1939 года в качестве правительственного советника стал командиром полиции безопасности и СД в Варшаве. С января 1941 по февраль 1942 года, будучи начальником отдела гестапо в Гааге, участвовал в юридической подготовке создания центрального управления по еврейской эмиграции в Амстердаме. С июня 1942 по сентябрь 1943 года возглавлял управленческую группу VI E (Центральная Европа, Балканы) в Главном управлении имперской безопасности в качестве преемника Гельмута Кнохена. Осенью 1943 года был направлен  в ведомство полиции безопасности и СД в Вероне.
В мае 1945 года попал сначала в чехословацкий, а потом в советский плен. Советским военным трибуналом был приговорён к 25 годам трудовых лагерей, однако в декабре 1955 года был освобождён и передан ФРГ. В мае 1965 года был арестован по обвинению в причастности к расстрелам в Бромберге, но уже в ноябре того же года освобождён. В начале 1971 года берлинская прокуратура прекратила против Хаммера соответствующее предварительное расследование.